# Geshe Thupten Jinpa
Pour les articles homonymes, voir Jinpa (prénom tibétain).

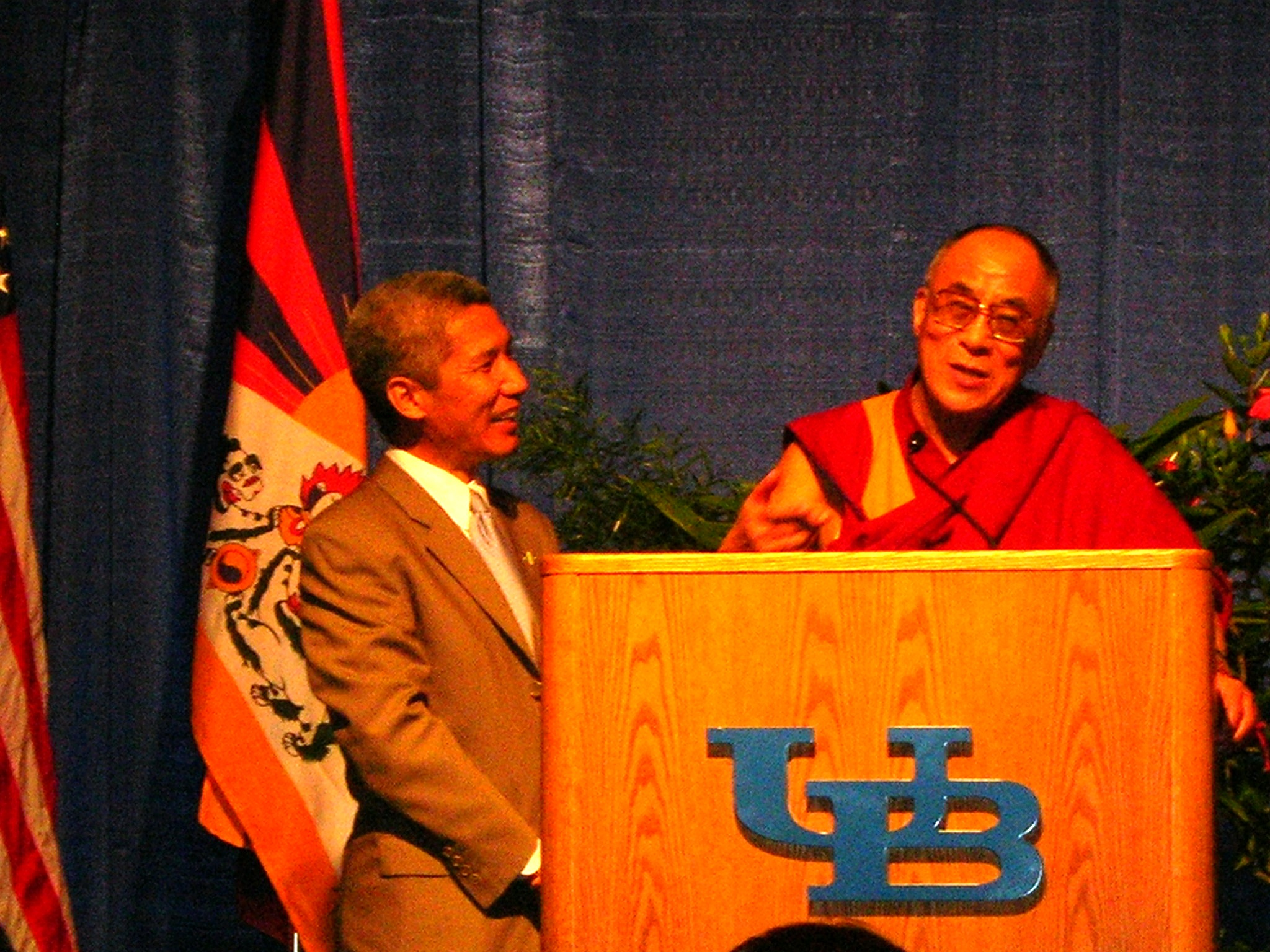
Le Dalaï-Lama avec Geshe Thupten Jinpa, 18 septembre 2006

Thupten Jinpa Langri aussi appelé Geshe Thupten Jinpa, né en 1958 au Tibet, est un des traducteurs anglais principaux du Dalaï-Lama depuis 1985. Il a traduit et édité plus de dix livres du Dalaï-Lama dont Le monde du bouddhisme tibétain (Wisdom Publications, 1993), Le Dalaï-Lama parle de Jésus : Une perspective bouddhiste sur les enseignements de Jésus (1996), et le best-seller Sagesse ancienne, monde moderne - Éthique pour le nouveau millénaire (1999) selon le New York Times.

## Biographie
Geshe Thupten Jinpa est né à Dzongkar au Tibet le 3 novembre 1958, fils de Tenzin Norgay, un fermier et Dawa Dolma. Il a fait ses études élémentaires à l'école centrale des Tibétains à Simla en Inde. 
Il a reçu son éducation initiale et enseignement de moine au monastère de Zongkar Chöde reconstruit à partir de 1972 à Hunsur (en) près de Mysore, Karnataka, dans le sud de l'Inde. Il rejoint plus tard l'université de Shartse de l’université monastique de Ganden, en Inde du sud, où il a reçu le grade de Geshe Lharam. Il a enseigné l'épistémologie bouddhiste, la métaphysique, la philosophie de la voie du milieu et la psychologie bouddhiste à Ganden pendant cinq ans. Jinpa détient aussi le diplôme de Baccalauréat en arts en philosophie (occidentale) et le diplôme Ph.D. d’Etudes Religieuses, tous deux obtenus à l’Université de Cambridge, Royaume-Uni.
De 1996 à 1999, il fut « Margaret Smith Research Fellow » en religions orientales  au Girton College (Cambridge) et il a fondé l'Institut des classiques tibétains dont il est le président et le rédacteur en chef de la collection des traductions de l'Institut Classics in Tibet.  Il est aussi membre du conseil consultatif du Mind and Life Institute, qui a pour but de promouvoir un dialogue créatif entre la tradition bouddhiste et la science occidentale.
Geshe Thupten Jinpa a écrit de nombreux livres et articles. Ses derniers travaux  s’intitule Tibetan Songs of Spiritual Experience (coédité avec Jas Elsner, et traduit en français sous le titre de Chants de la vision pure : Anthologie de la poésie tibétaine, 2002,  (ISBN 9074815731)) et Self, Reality and Reason in Tibetan Thought: Tsongkhapa's Quest for the Middle View.

## Ouvrages
- (en) Thupten Jinpa et B. Alan Wallace (éditeur), Buddhism & Science: Breaking New Ground, New York, Published by Columbia University Press, 2003 (ISBN 0231123353, présentation en ligne), p. 71-85